# Laccocenus
Laccocenus is een geslacht van kevers uit de familie van de loopkevers (Carabidae). De wetenschappelijke naam van het geslacht is voor het eerst geldig gepubliceerd in 1890 door Sloane.

## Soorten
Het geslacht Laccocenus omvat de volgende soorten:
- Laccocenus ambiguus Sloane, 1890
- Laccocenus vicinus Moore, 2004